# مجسمه ویلیام مک‌کینلی (پاتیکیان)
مجسمه ویلیام مک‌کینلی (انگلیسی: William McKinley statue) مجسمه برنزی اثر هایک پاتیکیان هنرمند ارمنی-آمریکایی که در سال ۱۹۰۶ ساخته شده و در آرکاتا، کالیفرنیا نصب شده است.